# Pastinaca insularis
Pastinaca insularis är en flockblommig växtart som beskrevs av Georges Rouy och Camus. Pastinaca insularis ingår i släktet palsternackor, och familjen flockblommiga växter. Inga underarter finns listade i Catalogue of Life.